# Filips van Lannoy (-1535)
Filips van Lannoy, heer van Santes, Tronchiennes, Wahagnies, baron van Rollancourt (ca. 1465 – 14 oktober 1535) was een Vlaams edelman en ridder in de Orde van het Gulden Vlies. Hij was raads- en kamerheer van keizer Karel V en gouverneur van Doornik.

## Leven
Lannoy volgde een militaire carrière. In december 1521 stelde keizer Karel hem aan tot gouverneur van Doornik en het Doornikse. Na de Damesvrede van Kamerijk in 1529 nam hij voor de keizer bezit van Hesdin en haar beroemde kasteel. Twee jaar later ontving hij in zijn gewoonlijke verblijfplaats Doornik het twintigste kapittel van de Orde van het Gulden Vlies, waarop hij zelf tot vliesridder werd geslagen. 
Naar het einde van zijn leven nam hij ontslag als gouverneur ten voordele van zijn schoonzoon Jan van Oignies. Hij trok zich in 1534 terug in Lannoy, waar hij een kapel had toegevoegd aan zijn stamslot en ook de Sint-Filipskerk had laten bouwen. Daar werd hij begraven. Zijn tombe is verdwenen maar de tekst van zijn epitaaf is overgeleverd.

## Familie
Hij was een zoon van Filips I van Lannoy en Marie de Châtillon. Hij trouwde met een dochter van zijn oom Jan III van Lannoy, Bonne van Lannoy († 1543), met wie hij drie kinderen had:
- Hugo († 1527), getrouwd met Maria van Bouchout
- Johanna, getrouwd met Hendrik van Wittem
- Margaretha, getrouwd met Jan van Oignies